# دوروثي هايمان
دوروثي هايمان (بالإنجليزية: Dorothy Hyman) هي عداءة سريعة بريطانية، ولدت في 9 مايو 1941 في كدوورث ‏ في المملكة المتحدة.

## وصلات خارجية
- دوروثي هايمان على موقع الاتحاد الدولي لألعاب القوى (الإنجليزية)
- دوروثي هايمان على موقع أوليمبيديا (الإنجليزية)
- دوروثي هايمان على موقع اللجنة الأولمبية البريطانية (الإنجليزية)
- دوروثي هايمان على موقع اتحاد ألعاب الكومنولث (مؤرشف) (الإنجليزية)